# Nanīz-e Soflá
Nanīz-e Soflá (persiska: ننیز سفلی, Nanīz-e Pā’īn) är en ort i Iran.   Den ligger i provinsen Kerman, i den sydöstra delen av landet, 900 km sydost om huvudstaden Teheran. Nanīz-e Soflá ligger 2 354 meter över havet och antalet invånare är 155.
Terrängen runt Nanīz-e Soflá är kuperad åt nordväst, men åt sydost är den platt.Runt Nanīz-e Soflá är det glesbefolkat, med 12 invånare per kvadratkilometer. Närmaste större samhälle är Rābor, 2,7 km sydväst om Nanīz-e Soflá. Omgivningarna runt Nanīz-e Soflá är i huvudsak ett öppet busklandskap.